# Örlogsvägen

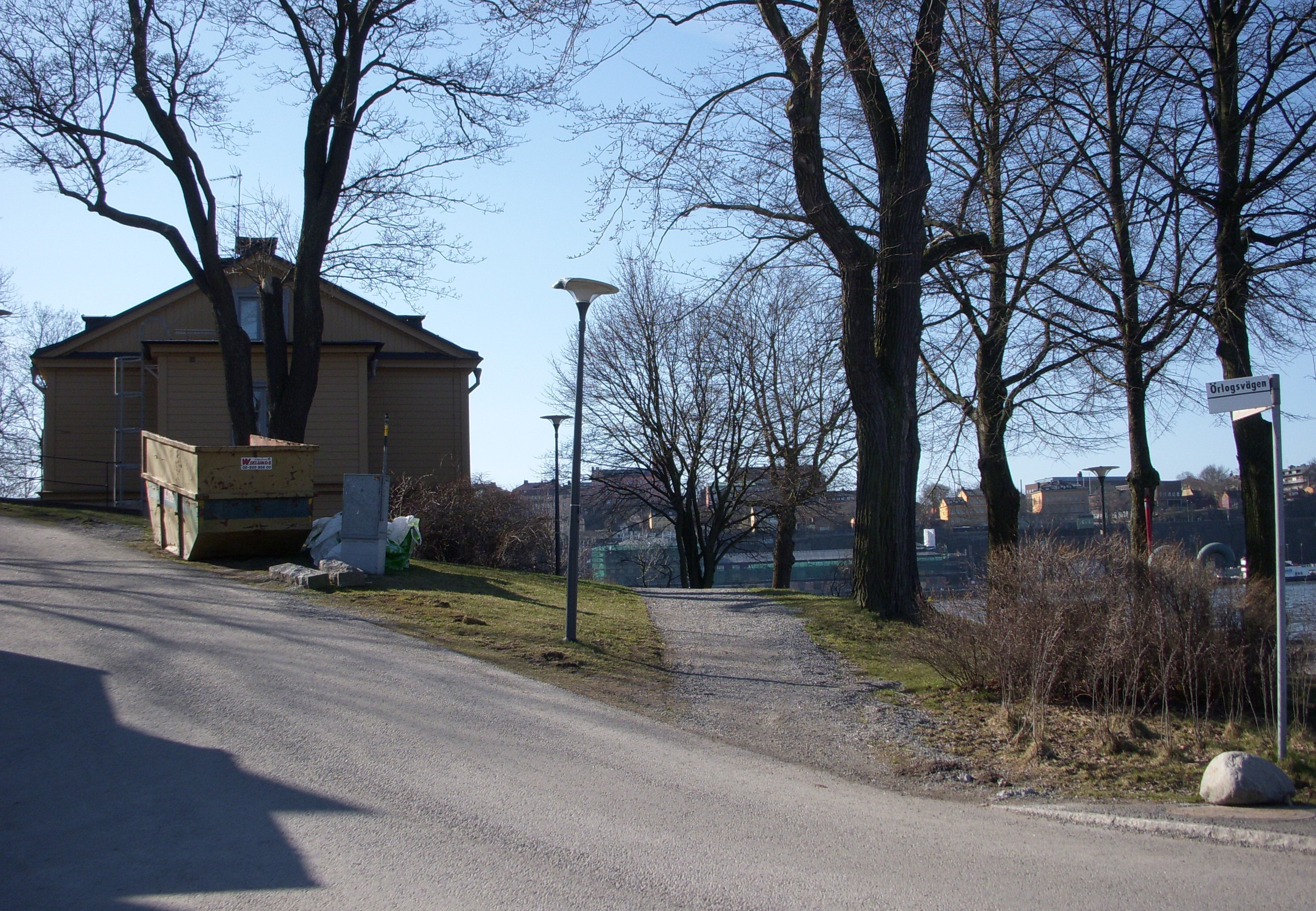
Örlogsvägen mot syd vid Hantverksbostället.

Örlogsvägen är en gata på Kastellholmen i Stockholm. Den börjar vid Kastellholmsbron och  Skridskopaviljongen, sträcker sig i nordsydlig riktning förbi Hantverksbostället, över öns centrala delar och slutar i höjd med Kolskjulet och Flaggkonstapelsbostället. Gatan fick sitt nuvarande namn 1972 och anknyter till den örlogsverksamhet som bedrevs fram till 1969 på Kastellholmen och grannön Skeppsholmen.